# Кубок світу з тріатлону 2013
Кубок світу з тріатлону в 2013 році складався з десяти окремих турнірів. Їх організатором була Міжнародна федерація тріатлону. Шість турнірів пройшли на олімпійській дистанції (плавання — 1,5 км, велогонка — 40 км і біг — 10 км), а чотири — на вдвічі коротшій спринтерській.

## Календар
| Дата          | Місто       | Країна         |
| ------------- | ----------- | -------------- |
| 16–17 березня | Мулулаба    | Австралія      |
| 14 квітня     | Ішігакі     | Японія         |
| 19 травня     | Уатулько    | Мексика        |
| 23 червня     | Едмонтон    | Канада         |
| 14 липня      | Паламос     | Іспанія        |
| 10-11 серпня  | Тисауйварош | Угорщина       |
| 29 вересня    | Аліканте    | Іспанія        |
| 6 жовтня      | Козумель    | Мексика        |
| 12 жовтня     | Тхоньєн     | Південна Корея |
| 27 жовтня     | Гуатапе     | Колумбія       |

## Результати

### Мулулаба
| Місце    | Чоловіки     | Чоловіки  | Чоловіки | Жінки          | Жінки           | Жінки   |
| Місце    | Тріатлоніст  | Країна    | Час      | Тріатлоністка  | Країна          | Час     |
| -------- | ------------ | --------- | -------- | -------------- | --------------- | ------- |
|          | Хав'єр Гомес | Іспанія   | 1:54:32  | Анне Гауг      | Німеччина       | 2:04:31 |
|          | Метт Шработ  | США       | 1:54:53  | Джоді Стімпсон | Велика Британія | 2:04:24 |
|          | Пітер Керр   | Австралія | 1:54:55  | Емма Моффатт   | Австралія       | 2:04:31 |
| Джерело: |              |           |          |                |                 |         |

### Ішігакі
| Місце    | Чоловіки    | Чоловіки  | Чоловіки | Жінки         | Жінки  | Жінки   |
| Місце    | Тріатлоніст | Країна    | Час      | Тріатлоністка | Країна | Час     |
| -------- | ----------- | --------- | -------- | ------------- | ------ | ------- |
|          | Раян Фішер  | Австралія | 1:52:46  | Ай Уеда       | Японія | 2:05:47 |
|          | Браян Кін   | Ірландія  | 1:53:50  | Юка Сато      | Японія | 2:06:23 |
|          | Ден Вілсон  | Австралія | 1:54:02  | Юрі Іде       | Японія | 2:06:52 |
| Джерело: |             |           |          |               |        |         |

### Уатулько
| Місце    | Чоловіки        | Чоловіки  | Чоловіки | Жінки            | Жінки    | Жінки   |
| Місце    | Тріатлоніст     | Країна    | Час      | Тріатлоністка    | Країна   | Час     |
| -------- | --------------- | --------- | -------- | ---------------- | -------- | ------- |
|          | Артем Парієнко  | Росія     | 2:03:12  | Памела Олівейра  | Бразилія | 2:16:10 |
|          | Лусіано Такконе | Аргентина | 2:03:24  | Ліза Пертерер    | Австрія  | 2:16:48 |
|          | Ірвінг Перес    | Мексика   | 2:03:44  | Юлія Єлістратова | Україна  | 2:16:57 |
| Джерело: |                 |           |          |                  |          |         |

### Едмонтон
| Місце    | Чоловіки    | Чоловіки | Чоловіки | Жінки            | Жінки  | Жінки    |
| Місце    | Тріатлоніст | Країна   | Час      | Тріатлоністка    | Країна | Час      |
| -------- | ----------- | -------- | -------- | ---------------- | ------ | -------- |
|          | Грегорі Руо | США      | 00:57:39 | Амелі Кретц      | Канада | 01:03:18 |
|          | Кайл Джонс  | Канада   | 00:57:46 | Елен Пеннок      | Канада | 01:03:29 |
|          | Іван Іванов | Україна  | 00:58:01 | Кірстен Світленд | Канада | 01:03:35 |
| Джерело: |             |          |          |                  |        |          |

### Паламос
| Місце    | Чоловіки          | Чоловіки        | Чоловіки | Жінки              | Жінки     | Жінки   |
| Місце    | Тріатлоніст       | Країна          | Час      | Тріатлоністка      | Країна    | Час     |
| -------- | ----------------- | --------------- | -------- | ------------------ | --------- | ------- |
|          | Марк Бакінгем     | Велика Британія | 57:33    | Кеті Заферс        | США       | 1:04:42 |
|          | Дмитро Полянський | Росія           | 57:36    | Аннамарія Маццетті | Італія    | 1:04:52 |
|          | Єгор Мартиненко   | Україна         | 57:41    | Тамсін Моана-Веале | Австралія | 1:04:56 |
| Джерело: |                   |                 |          |                    |           |         |

### Тисауйварош
| Місце    | Чоловіки           | Чоловіки  | Чоловіки | Жінки         | Жінки    | Жінки    |
| Місце    | Тріатлоніст        | Країна    | Час      | Тріатлоністка | Країна   | Час      |
| -------- | ------------------ | --------- | -------- | ------------- | -------- | -------- |
|          | Флорін Сальвісберг | Швейцарія | 00:53:46 | Кеті Заферс   | США      | 01:00:25 |
|          | Франсеск Годой     | Іспанія   | 00:53:54 | Ейлін Рід     | Ірландія | 01:00:52 |
|          | Фредерік Белобре   | Франція   | 00:53:58 | Сара Вілич    | Австрія  | 01:00:58 |
| Джерело: |                    |           |          |               |          |          |

### Аліканте
| Місце    | Чоловіки         | Чоловіки        | Чоловіки | Жінки          | Жінки           | Жінки    |
| Місце    | Тріатлоніст      | Країна          | Час      | Тріатлоністка  | Країна          | Час      |
| -------- | ---------------- | --------------- | -------- | -------------- | --------------- | -------- |
|          | Свен Рідерер     | Швейцарія       | 01:53:44 | Джоді Стімпсон | Велика Британія | 02:02:39 |
|          | Вісенте Ернандес | Іспанія         | 01:53:46 | Аліса Бетто    | Італія          | 02:03:24 |
|          | Грант Шелдон     | Велика Британія | 01:53:48 | Рахель Кламер  | Нідерланди      | 02:04:15 |
| Джерело: |                  |                 |          |                |                 |          |

### Косумель
| Місце    | Чоловіки          | Чоловіки  | Чоловіки | Жінки         | Жінки     | Жінки    |
| Місце    | Тріатлоніст       | Країна    | Час      | Тріатлоністка | Країна    | Час      |
| -------- | ----------------- | --------- | -------- | ------------- | --------- | -------- |
|          | Хав'єр Гомес      | Іспанія   | 00:53:26 | Нікола Шпіріг | Швейцарія | 00:57:53 |
|          | Орельєн Лескур    | Туреччина | 00:53:28 | Сара Тру      | США       | 00:57:58 |
|          | Дмитро Полянський | Росія     | 00:53:31 | Ліза Пертерер | Австрія   | 00:58:11 |
| Джерело: |                   |           |          |               |           |          |

### Тхоньєн
| Місце    | Чоловіки        | Чоловіки | Чоловіки | Жінки               | Жінки     | Жінки    |
| Місце    | Тріатлоніст     | Країна   | Час      | Тріатлоністка       | Країна    | Час      |
| -------- | --------------- | -------- | -------- | ------------------- | --------- | -------- |
|          | Тоні Муле       | Франція  | 01:51:23 | Емма Джексон        | Австралія | 02:02:49 |
|          | Ігор Полянський | Росія    | 01:51:31 | Вендула Фрінтова    | Чехія     | 02:04:17 |
|          | Данієль Гофер   | Італія   | 01:51:31 | Наталі Ван Куворден | Австралія | 02:04:59 |
| Джерело: |                 |          |          |                     |           |          |

### Гуатапе
| Місце    | Чоловіки          | Чоловіки | Чоловіки | Жінки           | Жінки    | Жінки    |
| Місце    | Тріатлоніст       | Країна   | Час      | Тріатлоністка   | Країна   | Час      |
| -------- | ----------------- | -------- | -------- | --------------- | -------- | -------- |
|          | Рейнальдо Колуччі | Бразилія | 01:58:48 | Айнгоа Муруа    | Іспанія  | 02:14:48 |
|          | Карлос Кінчара    | Колумбія | 01:58:58 | Матея Шимич     | Словенія | 02:15:13 |
|          | Етьєн Дімунш      | Франція  | 01:59:13 | Шарлотта Морель | Франція  | 02:15:32 |
| Джерело: |                   |          |          |                 |          |          |

## Учасники
| Місто       | Чоловіки | Жінки                                                                               |
| ----------- | --- | ----------------------------------------------------------------------------------- |
| Ішігакі     | Іван Іванов (5) |                                                                                     |
| Уатулько    | | Юлія Єлістратова (3)                                                                |
| Едмонтон    | Іван Іванов (3) Ростислав Пєвцов (24)                                                                              |                                                                                     |
| Паламос     | Єгор Мартиненко (3) Данило Сапунов (24)                                                                            | Юлія Єлістратова (21)                                                               |
| Тисауйварош | Ростислав Пєвцов (10) Сюткін Олексій (11) Єгор Мартиненко (18) Іван Іванов Антон Вітолін Дмитро Маляр Сергій Кохан | Юлія Єлістратова (17) Олександра Кохан Роксолана Іщук Інна Рижих Олександра Гришина |
| Аліканте    | Сюткін Олексій (7) Ростислав Пєвцов (18) Іван Іванов (50)                                                          |                                                                                     |
| Косумель    | Сюткін Олексій (53)                                                                                                |                                                                                     |
| Тхоньєн     | Данило Сапунов (17) Іван Іванов Єгор Мартиненко                                                                    |                                                                                     |